# Parachoranthus magdalia
Parachoranthus magdalia är en fjärilsart som beskrevs av Herrich-Schäffer 1863. Parachoranthus magdalia ingår i släktet Parachoranthus och familjen tjockhuvuden. Inga underarter finns listade i Catalogue of Life.